# Alaska (album)
Pour les articles homonymes, voir Alaska (homonymie).
Albums de Between the Buried and Me
The Silent Circus
(2003) The Anatomy Of...
(2006)
Alaska est le troisième album studio du groupe de Mathcore Américain Between the Buried and Me.
Le titre éponyme de l'album, Alaska, est sorti en single et fait partie des titres les plus connus de Between the Buried and Me et elle est quasiment toujours jouée lors des concerts du groupe.
Une version instrumentale de l'album est sortie à peu près en même temps que la version originale de Alaska, en enlevant cependant les titres Croakies and Boatshoes, Roboturner et Backwards Marathon.
L'album est sorti le 6 septembre 2005 sous le label Victory Records.

## Liste des titres
1. All Bodies – 6:12
2. Alaska – 3:57
3. Croakies and Boatshoes – 2:22
4. Selkies: The Endless Obsession – 7:23
5. Breathe In, Breathe Out – 0:55
6. Roboturner – 7:07
7. Backwards Marathon – 8:27
8. Medicine Wheel – 4:18
9. The Primer – 4:46
10. Autodidact – 5:30
11. Laser Speed – 2:53

## Composition
- Tommy Rogers - Chant
- Paul Waggoner - Guitare
- Dustie Waring - Guitare
- Dan Briggs - Basse
- Blake Richardson - Batterie